# 社会保障番号

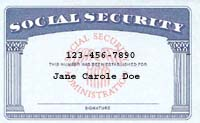
社会保障カード。このサンプルは10桁だが、実際のカードは9桁

アメリカ合衆国における社会保障番号（しゃかいほしょうばんごう、英: Social Security number, SSN）、ソーシャルセキュリティー・ナンバーは、社会保障法（the Social Security Act）205条C2に定められる、市民・永住者・外国人就労者に対して発行される9桁の番号。アメリカ合衆国連邦政府の社会保障局（Social Security Administration）によって、個人からの申請に基づき発行され、銀行口座と紐づけがなされている。
元々は徴税用の個人特定が目的であったが、銀行口座登録が義務化されていることで、国民識別番号としての役目だけではなく、災害時の給付金支給が即座かつ自動に可能となっている。SS-5申請を適用することによって取得することもできる。連邦規則集20章422条103項bを参照。

## 歴史
社会保障番号は、1936年11月、社会保障局によってニューディール政策の社会保障プログラムの一環として最初に発行され、3か月のうちに発行対象者は25万人に及んだ。1986年以前は、14歳前後まで社会保障番号を持たない人々が多くいた。これは国民が収入別編成の税制に慣れており、14歳以前から安定した収入を得ている人はほとんど居なかったことが原因である。1986年に租税法が改正され、5歳以上の個人で社会保障番号を持たない者は税控除の対象とならなくなり、1990年には1歳にまで対象年齢が引き下げられ、最終的には年齢を問わずに税控除の対象外となった。こうして、親は子供が生まれてすぐに社会保障番号を適用することになった。今日、社会保障番号の適用は出生証明書の登録と同時に済ませることができる。

## 目的と活用
社会保障番号の元来の目的は、社会保障プログラムの中で個々人の収支を記録するためのものであったが、やがて多重登録などのエラーも稀にあったものの、アメリカ国内での身分証明として使用されることとなった。労働・疾病・学業・クレジットなどの記録に社会保障番号が用いられることもある。アメリカ軍は、1969年7月1日よりアメリカ陸軍とアメリカ空軍で、1972年1月1日よりアメリカ海軍とアメリカ海兵隊で、1974年10月1日よりアメリカ沿岸警備隊で、それぞれ将兵の認識番号として社会保障番号を用いている（→#アメリカ軍）。

### 部分的運用

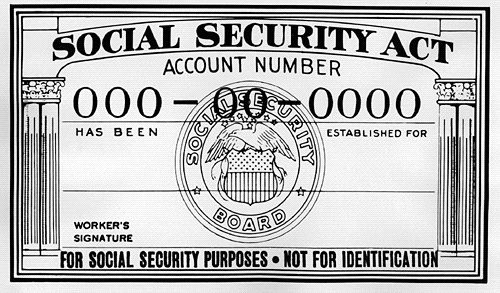
古い様式の社会保障カード（但し番号は現行の9桁）。（社会保障のためであって、身分証明のためではない）とある

アメリカの社会保障は元々全員負担であったが、メディケア制度が1965年に可決すると、社会保障に反対する1951年以前から続く宗教団体はシステムから除外してもよいとされた。
このため、アメリカ国民のすべてが社会保障プログラムに加入せずともよくなり、また社会保障番号を持たなくともよくなった。しかしながら、子供を所得税制上の扶養家族とするためには、いずれにせよ社会保障番号が必要である。また内国歳入庁（国税庁に相当する）は、すべての企業に対し、従業員に社会保障番号（もしくは代替できるIDナンバー）の取得を求めている（後述）。
企業で働かず、より多くの負担をすることで社会保障なしに生活することもできる。アーミッシュは、例えば狩猟免許の取得に社会保障番号が必要であるといった規則が制定されてから、これを放棄することを通じて、社会保障制度に抵抗している。
1980年代まで、社会保障カードは「身分証明用途には使えない」と記してあった。だがアメリカ人の殆どが、社会保障番号を取得して、身分証明としての利便性が高まると、この記述は削除された。
社会保障番号を持たない人々も居るとはいえ、社会保障番号を持たずに、クレジットカード作成やローンや銀行口座の開設など、合法的な金融活動に参加するのは難しくなっている。またアメリカ合衆国内での就労においても、社会保障番号を持たない者は持っている者よりも、一般的にやや困難である。

## 連邦納税者識別番号
内国歳入規則（Internal Revenue Code）には、「財務長官もしくはその委任者の規定の下で例外的に発行されたものを除く、社会保障法205条c2Aにより発行された社会保障番号は、表記の通りの番号を身分証明番号として使ってよい」との規定がある。
社会保障番号を利用できず、かつ税控除の記録のために識別番号が必要な個人には、アメリカ合衆国内国歳入庁によって個人納税者識別番号（Individual Taxpayer Identification Number）が発行される。

## アメリカ軍
アメリカ軍（海軍、空軍、海兵隊）では、1974年から認識番号に代わって社会保障番号を認識票（ドッグタグ）に刻印している。陸軍のみが、独自の「国防総省認識番号」を2015年から使用している（#情報漏洩）。
このため、アメリカ軍の兵士になるには、社会保障番号の取得（志願者は、最低でも永住権保持者たること）が必須要件となっている。

## カードの種類
社会保障カードには3種類ある。もっとも一般的なタイプは所有者の名前と番号、「この番号は、（被発行者氏名）に対して発行されたものである」（英語）の表記がされている。このようなカードはアメリカ市民と永住者に対して発行されている。他の二種類の制限されたカードは以下の通りである。
- "NOT VALID FOR EMPLOYMENT."（就労には無効）このカードは、就労認可の証明には使えず、フォームI-9（雇用者が提出する労働適格者証明）のリストCドキュメント（就労許可を示す書類）として使用することができない。外資系企業であって、取得者が本国の法人本部から派遣された社員であるなどの場合に交付される。
- "VALID FOR WORK ONLY WITH DHS AUTHORIZATION."（アメリカ合衆国国土安全保障省の認可時のみ就労に有効）このカードは、アメリカ合衆国連邦政府から一時就労の許可が下りた者だけに発行される。労働許可証が揃っていればI-9申請に使える。

2004年には、情報改革とテロ予防法（The Intelligence Reform and Terrorism Prevention Act）が議会を通過した。これにより、社会保障局は社会保障カードのデザインを改めて偽造を防ぐことになった。2006年4月から2007年8月にかけて、国家安全保障局の諮問を受け、社会保障局長官によって社会保障局（SSA）と政府印刷局（GPD）の職員が集められて組織された執行委員会がカードのデザイン改訂を行った。
SSAとGPDのデザインチームが造った新しい社会保障カードでは、covert and overt cutting edge セキュリティ技術が導入されている。

## 情報漏洩
多くの市民や、プライバシーを重視する人々は、社会保障番号の情報漏洩や個人情報の改竄を警戒している。実際、2015年5月下旬には本人になりすまして税金の還付金最大で1万3千人分、3900万ドルが詐取される事件が発覚した。その後の調査により、番号が流出したのは約2150万人で、その中の560万人については指紋データも流出していたことが判明した。
社会保障番号は、他にも多くの形式のIDと関連づけられており、また社会保障番号を聞くことが身分証明の方法として扱われやすいため、個人情報を盗み取ろうとする人々によく利用される。もともと、銀行口座の開設やクレジットカードの発行、銀行ローンの組み立てなどの場で、金融機関によって社会保障番号の提示を求められることは多い。これは、発行された人物以外番号を知らないようになっている、と想定されているためである。
社会保障番号を身分証明として用いる際の問題を悪化させているのは、社会保障カードに生体認証が全く組み込まれていない（単なる印刷・印字された紙カード）という点である。ある社会保障番号を、本当に発行され使用する資格のある当人が使っているかどうかは、他の情報手段（これすらも、他人の社会保障番号になりすまして手に入れたものという可能性がある）が無い限り、原理的に区別できない。
テネシー州のある女性は、高校卒業直前にクレジットカードを作ろうとして、ほとんどのカード会社から、信用情報履歴審査の上、作成を拒否された。納得出来ず、番号情報漏洩を調査する専門の会社に依頼して調べたところ、9歳の頃から自分名義で42社に加入され、150万米ドルの借入があることになっている事が判明した。「サマーキャンプや病院で度々社会保障番号を聞かれて答えていたから、誰かが自分に成りすまそうとすれば不可能じゃない」と、この女性は話している。
住所・名前・番号さえ分かれば、簡単に成りすます事が出来るため、9人の成人が1人の9歳の児童に成りすましていた例、不法移民に悪用されて、小学生の所有者が「レンガ職人」や「ウェイトレス」として被雇用者登録されていた例まで確認されている。アメリカ合衆国議会は、社会保障番号の身分証明としての使用を制限し、商業用の使用（レンタルの申請など）を禁止する法案を検討している。
内国歳入局は、委託を行わない課税対象者に識別番号が必要になる場合、社会保障番号の代替番号を発行する。納税予定者は納税予定者識別番号（Preparer Tax Identification Number, PTIN）を取得して、これを基に税控除を行う（署名が必要）。デイケア事業には税制上の優遇があるが、控除を受けるためには、個人事業主であっても雇用者識別番号（employer identification number）を提出しなければならない。
社会保障局は、社会保障番号を求められた場合、法的根拠を要求するべきであると勧告している。
2015年、アメリカ陸軍では個人情報保護のため、認識票へ刻印する番号を社会保険番号から国防省認識番号へ変更した。

## 構成
社会保障ナンバーは、"AAA-GG-SSSS"の9桁の数字形式となっており、3つの部分に分けられる。
- エリアナンバー（The Area Number）：最初の三桁は、地理的な範囲を示している。1973年以前、社会保障カードは地方の社会保障事務局にて発行されており、発行された事務局の番号を表すものだった。対象者は住んでいる地域に居住している必要はなく、どの事務局でもカードを使用することができた。ボルチモアの社会保障局が1973年に社会保障番号とカードを発行し始めてからは、エリアナンバーは社会保障カードの対象者が要求する送り先の郵便番号に基づくようになった。これは居住地と同一である必要はないのでナンバーが対象者の居住している州のものとは限らない。

元々、番号は北東部から西へと順に振られていった（アメリカ合衆国が北東部の13植民地に始まった事も原因している）ものであるため、東海岸の人々のエリアナンバーは小さく、西海岸の人々のものは大きくなっている。だが位置関係に基づいた地域指定が埋まってしまったため、いくつかの州では番号が飛んでいる。（例えばバージニア州では223から231のほか、691から699のエリアナンバーが使われている。）
- 中間の2桁の番号はグループナンバーである。地理その他のデータ上の意味合いはなく、並べる上での便宜上、使いやすいように桁を分けているにすぎない。この2桁の番号によって、それぞれの民族的背景を識別することができる、という説もある。これは都市伝説としてSnopes.com[18]や社会保障局のウェブサイト[19]で紹介された。

グループナンバーは01から99まであるが、番号順に発行されはしない。管理上の理由により、グループナンバーは次のように発行される。
1. 01から09までの奇数
2. 10から98までの偶数
3. 02から08までの偶数
4. 11から99までの奇数

例えば98の次に11が発行される。
- 残りの4桁は発行順の一連番号である。グループ内の0001から9999まで続き番号で発行される。

## 正当な番号
2011年7月25日より以前は、社会保障局が割り当てた正当な社会保障番号における最大のエリアナンバーは771で、これより上は存在しないとされていた。2011年7月25日から割り当て方針が変更され、エリアナンバーはランダムに割り当てられるようになった。同時に、最初の3ケタが800-899で始まる社会保障番号の発行が開始された。2013年1月現在で，社会保障局によって割り当てが行われないことが明らかにされている番号は下記の通りである。
- それぞれの桁グループ内で、すべてゼロが揃った番号（000-xx-####, ###-00-####, ###-xx-0000）.[22]。
- 最初の3ケタが900-999で始まる番号[21]
- 666-xx-####となる番号、忌み数論争の可能性を避けるため（獣の数字を参照）
- 987-65-4320から987-65-4329。これは宣伝用に予約されている[23]。

ランダム化の実施以前は、社会保障局がそれぞれのエリアナンバーに対して最後に割り振られたグループナンバーを毎月公表していた。2013年1月現在では，インターネット経由で雇用主が従業員の社会保障番号が有効なものか検証するシステムが運用されている。

## 広告用の無効社会保障番号

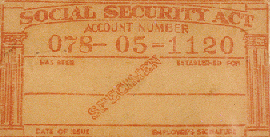
ウールワースに並べられていた販促用の社会保障カード

広告に使用される社会保障番号は無効なものが使用されている。有名な例では、1938年にニューヨーク州のロックポートにあるE. H. Ferree Companyが、製品の宣伝のために社会保障カードが同社の財布にぴったり収まることを示そうとした。ウールワースなどアメリカ中のデパートで売られていた同社の財布にサンプルカードを入れたのである。当時の副社長が、実際の社会保障番号を使った方がいいだろうと考え、秘書のヒルダ・ウィッチャーのものを使った。
カードが赤で印刷されており、実際のカードの半分のサイズで、しかも前面には "SPECIMEN"（見本）と表記されてあったにもかかわらず、多くの人々がこの社会保障番号を利用した。当時、のべ4万人以上の人がこの番号（078-05-1120）を自分のものだと主張した。SSAはこの番号は無効であると呼びかけるキャンペーンを行った（ヒルダ・ウィッチャーは新しい社会保障番号を発行された）が、この番号は1977年の時点でも12人が使用したという記録がある。

## こぼれ話
最初のSS-5申請適用による社会保障番号は、1936年11月24日の木曜日に発行された。このためにアメリカ国内の4万5千の郵便局のうち1074局が、11月1日に新政策のキャンペーンの一部として先行して送られていた社会保障カードに番号を印字するタイピングセンターに登録された。社会保障局のジョセフ・L・フェイが最初の1000件の記録の中から選んだ、ニューヨーク州ニューロッチェル市のジョン・デビッド・スウィーニーJr.が、歴史上初めての社会保障番号取得者であるとアナウンスされた。 
「-0001」番を取得した殆どの人と同様、スウィーニーは管轄のタイピングセンターに情報を登録した最初の人物になった。スウィーニーはその後1974年に61歳で亡くなった。「最低」の社会保障番号（001-01-0001）は、二人の辞退者を出したのち、ニューハンプシャー州コンコード（当時001のエリアナンバーだった）のグレース・D・オーウェンが取得した。グレース（後にグレース・マッツィー）は1945年12月に73歳で亡くなった。